# Filippo Tamagnini
Filippo Tamagnini (* 30. Januar 1972 in San Marino) ist ein Politiker aus San Marino. Er war vom 1. April bis zum 1. Oktober 2011 gemeinsam mit Maria Luisa Berti Capitano Reggente (Staatsoberhaupt) von San Marino. Vom 1. Oktober 2023 bis zum 1. April 2024 war er erneut gemeinsam mit Gaetano Troina Capitano Reggente.

## Leben
Filippo Tamagnini erwarb einen Abschluss als Landvermesser vom Institut „Belluzzi“ in Rimini. Daran schloss sich ein Studium als Bauingenieur an der Universität Bologna an. Von 1999 bis 2000 arbeitete er für ein privates Ingenieurbüro. Seit 2000 ist er Angestellter des Planungsbüros des Dipartimento del Territorio mit den Schwerpunkten Straßenbau und Hydrogeologie. Er lebt in Falciano, ist verheiratet und hat drei Kinder.

## Politik
Filippo Tamagnini ist seit 2003 Mitglied des Partito Democratico Cristiano Sammarinese. Zwischen 2003 und 2008 gehörte er dem Gemeinderat von Castello di Serravalle an. Im November 2008 wurde er in das Parlament von San Marino, den Consiglio Grande e Generale, gewählt.
Im Parlament war er Mitglied des Gesundheitsausschusses. Er wurde für die Periode vom 1. April 2011 bis 1. Oktober 2011 gemeinsam mit Maria Luisa Berti zum Capitano Reggente dem Staatsoberhaupt von San Marino gewählt.